# Surveyor 1
Surveyor 1 war die erste Sonde der US-amerikanischen Raumfahrtagentur NASA im Rahmen des Surveyor-Programms. Das Surveyor-Programm war Nachfolger des Ranger-Programms und sollte die erste bemannte Mondlandung vorbereiten. Mit Surveyor 1 sollte bewiesen werden, dass es möglich ist, eine Sonde erfolgreich auf dem Mond zu landen und von dort Bilder und Daten zur Erde zu senden. Zusätzlich sollten die Kommunikationswege überprüft und das Durchführen von Kurskorrekturen auf dem direkten Weg zum Mond während des Fluges geübt werden. Surveyor 1 war die erste US-amerikanische Sonde, die weich auf dem Mond gelandet wurde und Daten und Bilder übermittelte.

## Mission

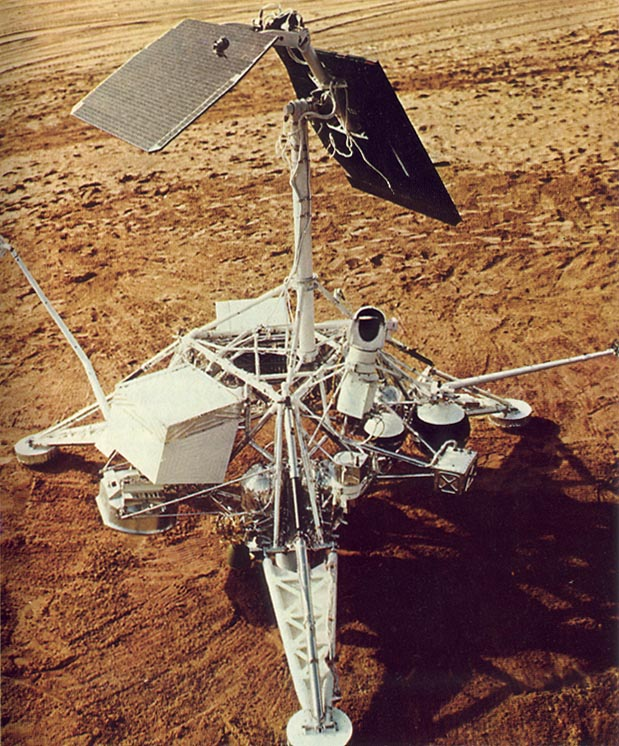
Modell einer Surveyor-Raumsonde

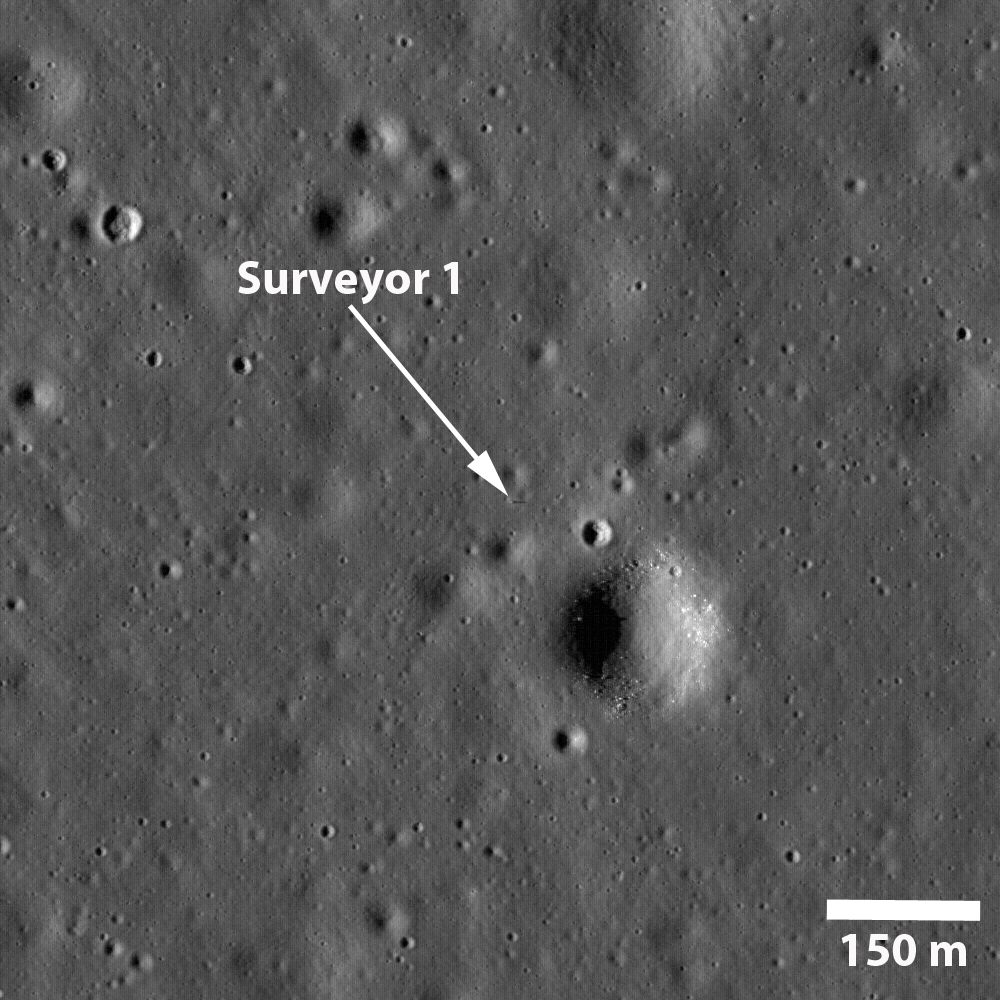
Surveyor 1 auf einer Aufnahme des Lunar Reconnaissance Orbiters

Surveyor 1 startete am 30. Mai 1966 an Bord einer  Atlas-Centaur-Rakete von der Startrampe LC-36 der Cape Canaveral Air Force Station. Im Gegensatz zu den Ranger-Missionen wurde auf einen Parkorbit verzichtet. Das heißt, die Sonde nahm nach erfolgter Trennung von der Oberstufe direkt Kurs auf den Mond. Am 31. Mai erfolgte eine kleinere Kurskorrektur. Nach 63 Stunden Flug zündete Surveyor 1 in einer Höhe von 75 Kilometern über der Mondoberfläche die Bremstriebwerke und verringerte dadurch die Geschwindigkeit von 2612 m/s auf 110 m/s. In einer Höhe von ca. 11 Kilometern über der Oberfläche übernahmen das Doppler-Radar und der Höhenmesser den weiteren Landeanflug. Gebremst wurde ab jetzt mit Vernier-Triebwerken. In einer Höhe von 3,4 Metern wurden die Triebwerke gestoppt, dann legte die Sonde die letzten Meter im freien Fall zurück. Am 2. Juni 1966 um 06:17 Uhr UT setzte Surveyor ca. 100 Kilometer nördlich des Kraters Flamsteed im Oceanus Procellarum mit einer Restgeschwindigkeit von etwa 3 m/s auf.
Nach einem Funktionstest übermittelte Surveyor 1 die ersten von insgesamt 11 240 Bildern. Zusätzlich wurden Daten über die Reflektivität der Mondoberfläche, die Stärke der Oberfläche und die Temperatur der Sonde gesammelt und übermittelt. Durch die Temperatur der Sonde sollten Rückschlüsse auf die Oberflächentemperatur des Mondes gezogen werden. Surveyor 1 überstand die lunare Nacht ohne Schwierigkeiten und sendete am nächsten Mondtag erneut Daten und Bilder. Am 14. Juli 1966 wurde ein plötzlicher Spannungsabfall in den Batterien bemerkt, jedoch war es möglich, bis zum 7. Januar 1967 Daten der Sonde abzurufen.
Die Mission war ein Erfolg.

## Trivia
Auf Bildern des 2009 gestarteten Lunar Reconnaissance Orbiter ist die Landestelle von Surveyor 1 zu erkennen.